# マックス・フライ
マックス・フライ（Max Frey、1874年4月16日 – 1944年3月11日）はドイツの画家、イラストレーターである。ドレスデンの王立美術アカデミーの教授などを務めた。「象徴主義」、「新即物主義（マジックリアリズム）」といった美術のムーヴメントに関連する画家である。

## 略歴
バーデン＝ヴュルテンベルク州のミュールブルク(Mühlburg)の商人の家に生まれた。カールスルーエの工芸学校で学び、短期間ベルリンで働いた後、1893年からカールスルーエの美術アカデミーでフェルディナント・ケラーやグスタフ・シェーンレーバー、レオポルト・フォン・カルクロイトに学んだ。
1904年にフランクフルトに移り、実業家の娘と結婚し、フランクフルトに住んだ後、1906年からドレスデンに移った。1907年にドレスデンの王立美術アカデミーでグラフィックデザインを教え始めた。フライが教えた学生には、木製の人形を制作する工房、ヴェント＆キューン（Wendt & Kühn）を創業するマルガレーテ・ヴェント(Margarete Wendt)とマルガレーテ・キューン(Margarete Kühn)もいる。1910年に教授の称号を得た。学生にはハンス・グリュンディッヒ(Hans Grundig)やヴィリー・ヴォルフ(Willy Wolff)、オスカー・ケーエン(Oscar Cahén)らもいた。
1910年にドイツ芸術家協会(Deutscher Künstlerbund)の会員になり 、1910年にはヨハン・ヴァルター＝クラウ(Johann Walter-Kurau)、ヨーゼフ・ゴラー(Josef Goller)、ゲオルク・ヤーン(Georg Jahn)、ゲオルク・リューリッヒ(Georg Lührig)といった画家たちと美術グループ「Grün-Weiß」を結成し、展覧会のポスターを制作した。
第一次世界大戦に徴兵された期間を除いて、1934年まではドレスデンのアカデミーで働き、1937年にニーダーザクセン州のバート・ハルツブルク(Bad Harzburg)に移った。1838年に離婚し、翌年、学生だった女性と再婚した。晩年をバート・ハルツブルクで暮らしそこで亡くなった。

## 作品

### 油絵

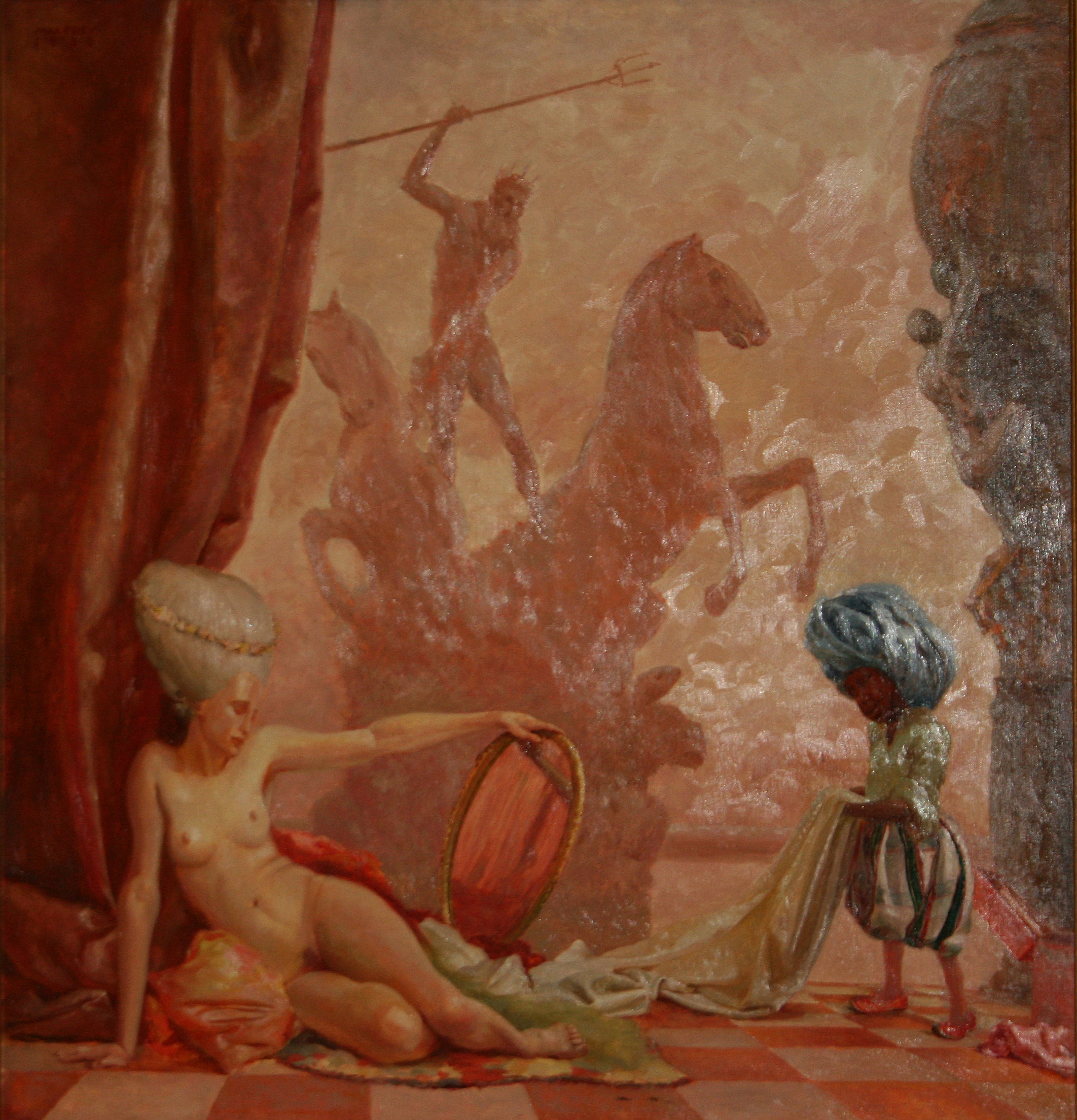
歌劇「エジプトのヘレナ」の場面'
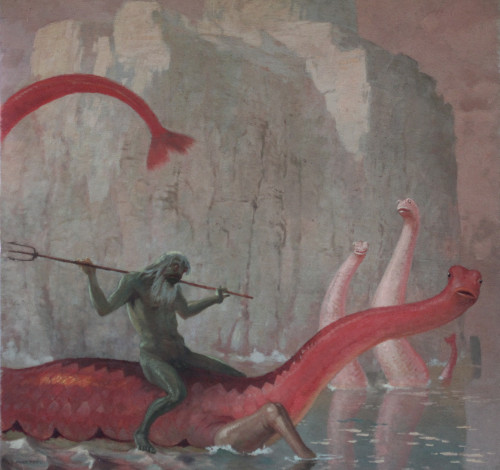
ポセイドン
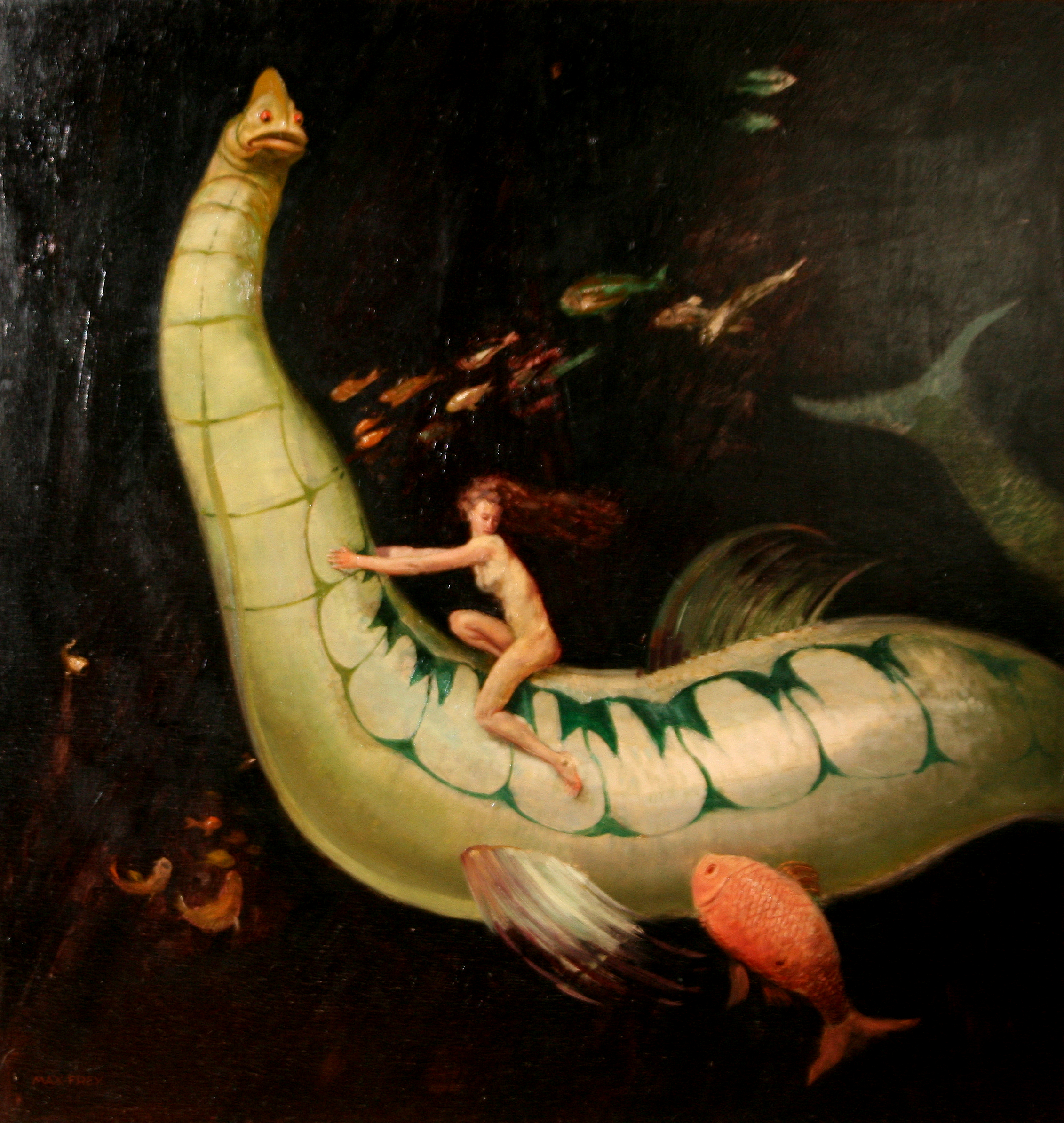
海の生き物
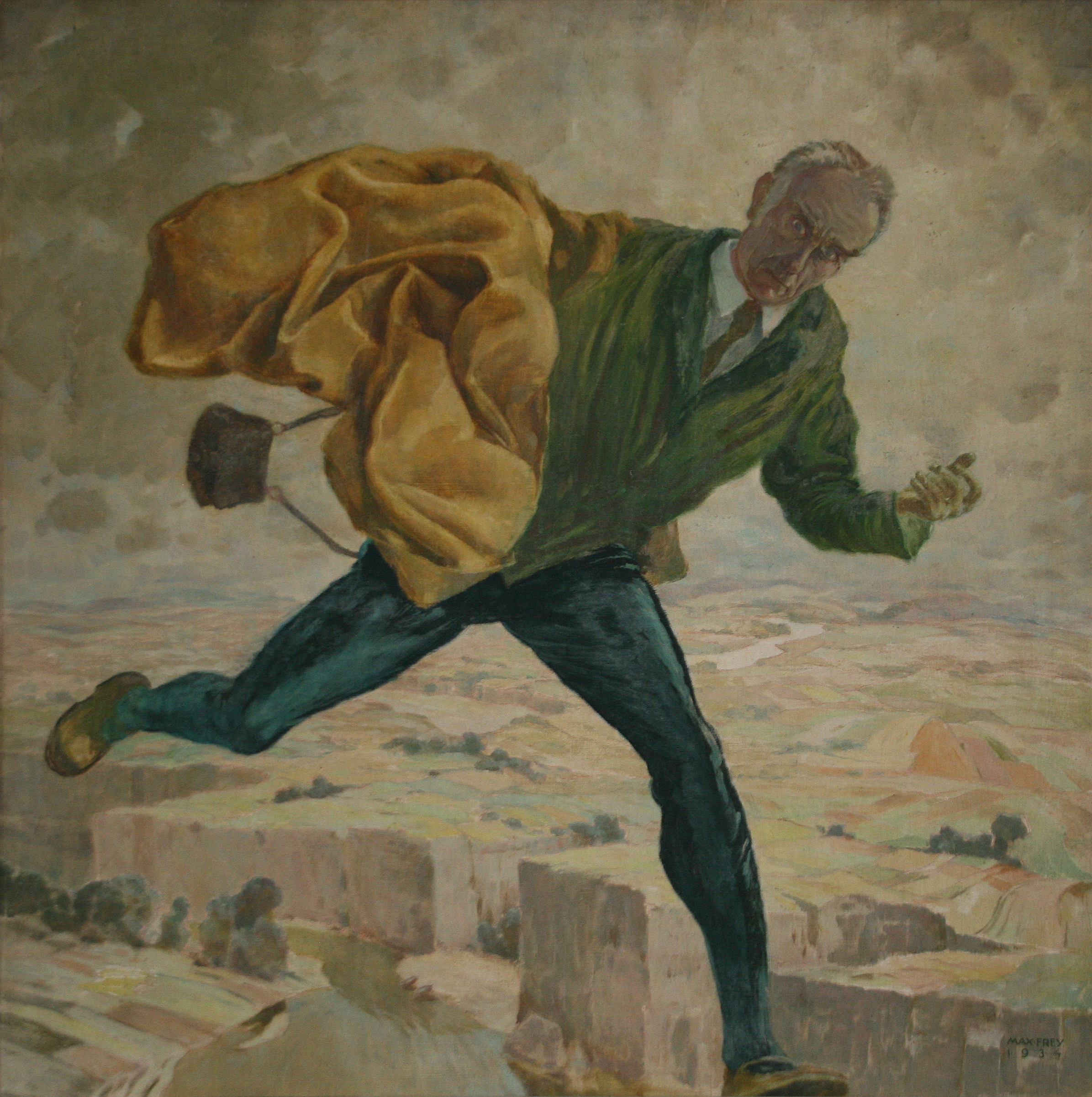
Continue! Upwards! （自画像）

### グラフィックアート

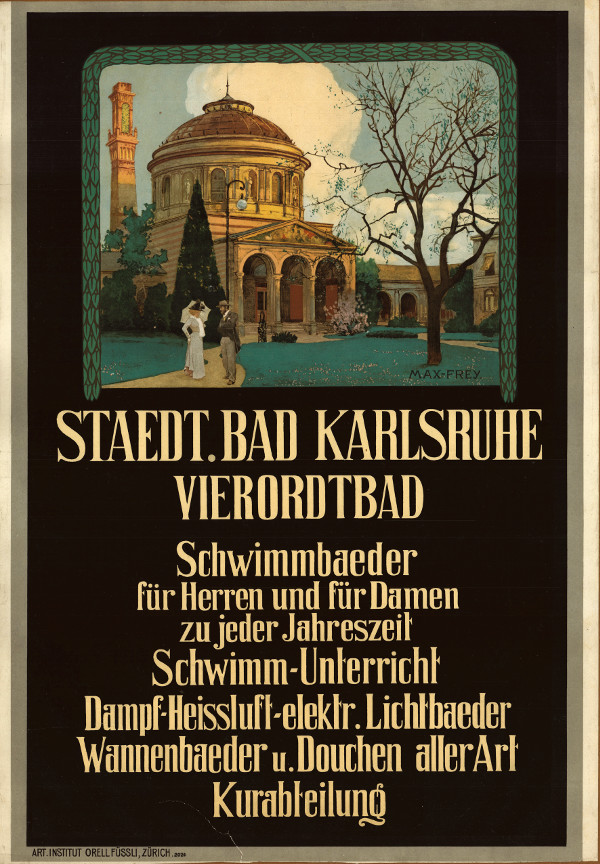
観光ポスター、1900年頃
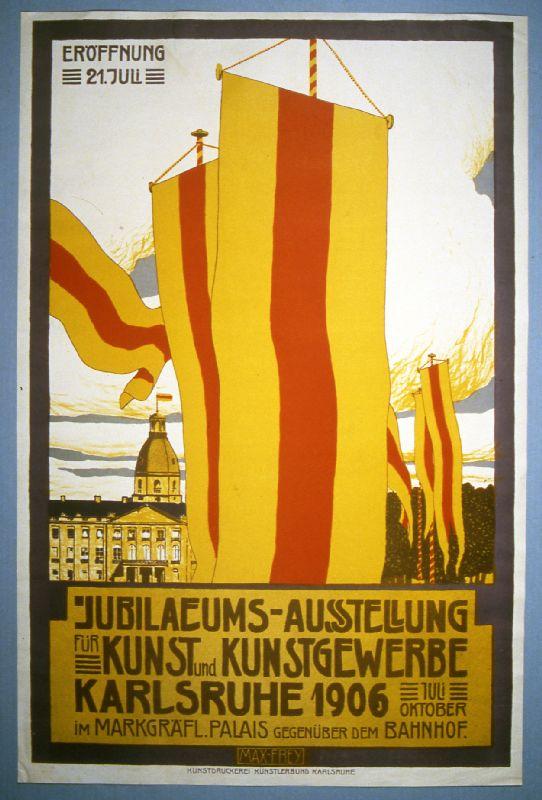
展覧会ポスター、1906年
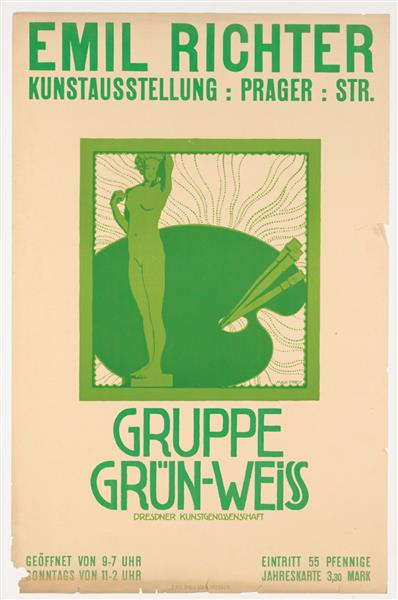
展覧会ポスター、1910年
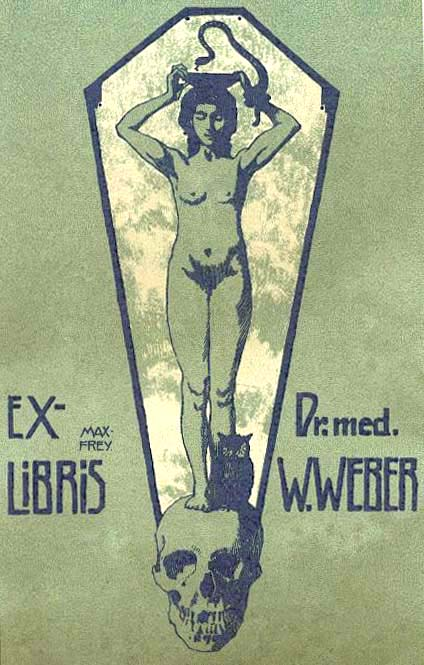
Bookplate、1910年頃